# Wojciech Pacyna
Wojciech Pacyna (ur. 26 lipca 1958 w Ostrowie Wielkopolskim) – polski reżyser, okazjonalnie aktor.

## Życiorys
Absolwent Wydziału Reżyserii WGiK w Moskwie (1983). Członek Polskiej Akademii Filmowej.

## Filmografia
- Bez grzechu (1988)
- Berenika (1995),
- Więzy krwi (2001),
- Garderoba damska (2001),
- Zostać miss (2001),
- Klan (1997),
- Samo życie (2002),
- Headhunter (2009) – film fabularny
- Nigdy nie mów nigdy (2009) – komedia romantyczna, reżyser filmu.
- Korona królów (2018)